# Persia (Iowa)
Persia es una ciudad ubicada en el condado de Harrison en el estado estadounidense de Iowa. En el Censo de 2010 tenía una población de 319 habitantes y una densidad poblacional de 262,06 personas por km².

## Geografía
Persia se encuentra ubicada en las coordenadas 41°34′43″N 95°34′14″O / 41.57861, -95.57056. Según la Oficina del Censo de los Estados Unidos, Persia tiene una superficie total de 1.22 km², de la cual 1.22 km² corresponden a tierra firme y (0%) 0 km² es agua.

## Demografía
Según el censo de 2010, había 319 personas residiendo en Persia. La densidad de población era de 262,06 hab./km². De los 319 habitantes, Persia estaba compuesto por el 97.81% blancos, el 0.31% eran afroamericanos, el 1.88% eran amerindios, el 0% eran asiáticos, el 0% eran isleños del Pacífico, el 0% eran de otras razas y el 0% pertenecían a dos o más razas. Del total de la población el 0.31% eran hispanos o latinos de cualquier raza.